# Beroendeteorin
Beroendeteorin (eller beroendeskolan, engelska: dependency theory), är en ekonomisk-historisk teori som beskriver hur resurser flyttas från en periferi av fattiga och underutvecklade stater till en kärna av rika stater. Enligt beroendeteorin gör detta förhållande fattiga stater fattigare, samtidigt som rika stater blir rikare. 
Beroendeteorin uppkom i slutet av 1950-talet, främst via den amerikanske ekonomen Paul A. Barans idéer, vilka han redogjorde för i boken The Political Economy of Growth (1957). Andra kända beroendeteoretiker är Samir Amin, Andre Gunder Frank och Immanuel Wallerstein. Beroendeteorin kan sägas vara en förgrening av marxistisk ekonomisk teori.
Beroendeteorin menar att tillväxten i industriländer, alltså den framväxande kapitalismen, skapade fattigdom i den så kallade tredje världen, främst genom utsugning av naturresurser. Denna utsugning har pågått sedan 1500-talet, då kapitalismen som vi känner den uppstod. Denna process ändrade tredje världens strukturer, och det är en process som pågår än idag. Arbetare i utvecklingsländer producerar exportvaror för rika länder, men får inte ta del av vinsten.
En viktig tanke inom beroendeteorin är den om centrum och periferi. Handelsnätverket mellan länder hindrar periferins utveckling, eftersom nätverket skapats för att gynna centrum. Det förekommer alltså en utsugning av kapital från utvecklingsländer till rika länder.
Beroendeteorin är en utväxt av marxismen, men det finns skillnader. Bland annat att marxister fokuserar på interna orsaker till fattigdom, medan beroendeteoretikerna ser till externa orsaker. Underutveckling ses som en process, inte bara ett misslyckande i att utvecklas, utan en aktiv fattigdomsprocess – underutveckling och utveckling går alltså hand i hand.
Dessa teoretiker menar att tredje världen inte består av statiska samhällen, utan de har förändrats mycket via kontakten med de rika kapitalistländerna. Tredje världens fattigdom är varken traditionell eller slumpartad, istället är den nödvändig för den rika världens framväxande, och fortlevande – utarmandet är något som fortgår än idag, menar de.